# Övre Lansjärv
Het Övre Lansjärv is een meer in Zweden, in de gemeenten Överkalix. De Skrövån stroomt in het noorden het meer in, stroomt in het zuiden het meer weer uit verder naar het Yttre Lansjärv.